# 特里拉庫奇 (佛羅里達州)
特里拉庫奇（英語：Trilacoochee）是位於美國佛羅里達州帕斯科縣的一個非建制地區。

## 地理
特里拉庫奇的座標為28°26′45″N 82°11′19″W / 28.44583°N 82.18861°W。